# 卖油郎独占花魁
《卖油郎独占花魁》是明朝小说家冯梦龙短篇拟话本小说，收录在小说集《醒世恒言》。《卖油郎独占花魁》讲述了才貌双全、名噪京城、称为“花魁娘子”的名妓莘瑶琴，最终嫁给了作小本生意的卖油郎秦重的故事。这篇小说后来被多次改编为话本以及多种剧本、电影等。

## 故事
莘瑶琴出身在汴梁（现开封）城郊一个开六陈铺的小康家庭。自小聪明灵秀，十岁便能吟诗作赋。琴棋书画、女红刺绣无所不通。然而靖康之难时，汴梁城破，瑶琴在逃难时与家人失散，被人卖到临安（现杭州）做了妓女，改名称作王美，唤作美娘。王美娘凭着自己的才艺和容貌，成为了临安名妓，得到了“花魁娘子”称号，一晚白银十两，仍然慕名者众。王美娘也想过从良嫁人，但是“易求無價寶，難得有情郎”，一直没有见到合适的人选。
臨安城外卖油店的朱老板，三年前过继了一个小厮。他原来姓秦名重，也是从汴梁逃难过来。秦重母亲早亡，父亲在他十三岁那年将他卖到油店，自己北上做生意去了。秦重过继给朱老板后，改名朱重。
一年二月的一天，朱重为昭慶寺送油之后，碰巧看见了住在附近王美娘，被她的美貌所吸引，心想“若得這等美人摟抱了睡一夜，死也甘心。”于是日积夜累，积攒了十两银子，要买王美娘一晚春宵。老鸨嫌弃他是卖油的，再三推托，后来见他心诚，就教他等上几天，扮成个斯文人再来。然而等到美娘之时，后者大醉，又认为朱重“不是有名稱的子弟，接了他，被人笑話。”但是朱重不以为意，整晚服侍醉酒的美娘。次日美娘酒醒后，感到歉意，觉得“難得這好人，又忠厚，又老實，又且知情識趣”，但“可惜是市井之輩”，“若是衣冠子弟，情願委身事之。”回赠朱重双倍嫖资以作谢。朱老板不久病亡，朱重接手了店面。这时美娘生身父母来到临安寻访失散的女儿，到朱家油店讨了份事做。
一年之后，美娘被福州太守的八公子羞辱，解開了其纏腿布，小脚赤足流落街头，寸步难行，恰巧遇见经过的朱重。朱重连忙叫轎子将美娘接回青楼，美娘为了回报朱重，留他过宿，并许诺要嫁给朱重。美娘动用自己多年储下的钱财为自己赎身，嫁给了朱重，又认出了店里的亲生父母。朱重最后也与父亲相认，改回原姓，于是一皆大欢喜。

## 评价
《卖油郎独占花魁》是爱情题材小说，但其取材与主角迥异于以往的才子佳人、帝王将相、英雄红粉之类。这部小说的男主角是商人，女主角是妓女，取材更加生活化。朱重对美娘的爱恋始于其美貌，美娘决定嫁给朱重是因为他老实诚心，这与以往的“夫为妻纲”、“从一而终”、“忠贞刚烈”等封建礼教主题不同。小说描写的是普通市民的实际的爱情观，强调的是生活中的人性和真情，反映了新兴的资本阶层的小市民的爱情婚姻观念和生活理想。其中的爱情观带有情欲的成分，甚至有侧重如何讨得女子欢心的方面，也是表现了《三言二拍》中对于“人欲”的肯定，与以往爱情题材小说的不同之处。
小说中男主角朱重一开始属于社会底层阶级，与美娘的地位有很大的差别。而朱重地位的提升并不是借助传统的考取功名或攀附贵亲，而是靠着做生意赚钱，已经不能用传统的戏曲小说常见的“私定终身后花园，落难公子中状元”之模式概括了。这表明了明朝资产阶层地位的上升以及社会价值观的转变。传统的重农抑商的社会思想开始动摇，伦理标准和道德标准都在改变，真实反映出了这个时期社会思想的特性。小商人在角逐爱情的斗争中成为了胜利者，击败了士族弟子，说明了对于爱情的渴望不再局限於知识分子，而也存在于普通的市民心中。
需要注意的是，冯梦龙在描绘主角秦重时仍然在向程朱理学下的道德标准靠拢，尽量强调秦重的忠厚孝顺、勤俭守礼。秦重对于美娘的爱恋是仰视式的，有如宗教一般的虔诚，他积攒银钱的过程很类似于一个朝圣的过程，这也使得小说摆脱了沦为庸俗的可能。

## 改编作品
- 清初话本《占花魁》
- 高陽《花魁》

戏剧：
- 崑劇《占花魁》
- 淮剧《卖油郎独占花魁》
- 粤剧《卖油郎独占花魁》
- 评剧《卖油郎独占花魁》
- 杭剧《卖油郎独占花魁女》
- 越剧《卖油郎》
- 扬剧《卖油郎》

电视剧：
- 《爱情宝典之卖油郎独占花魁》

电影：
- 《赎妓卖油郎》